# Tomasz Kajetan Węgierski

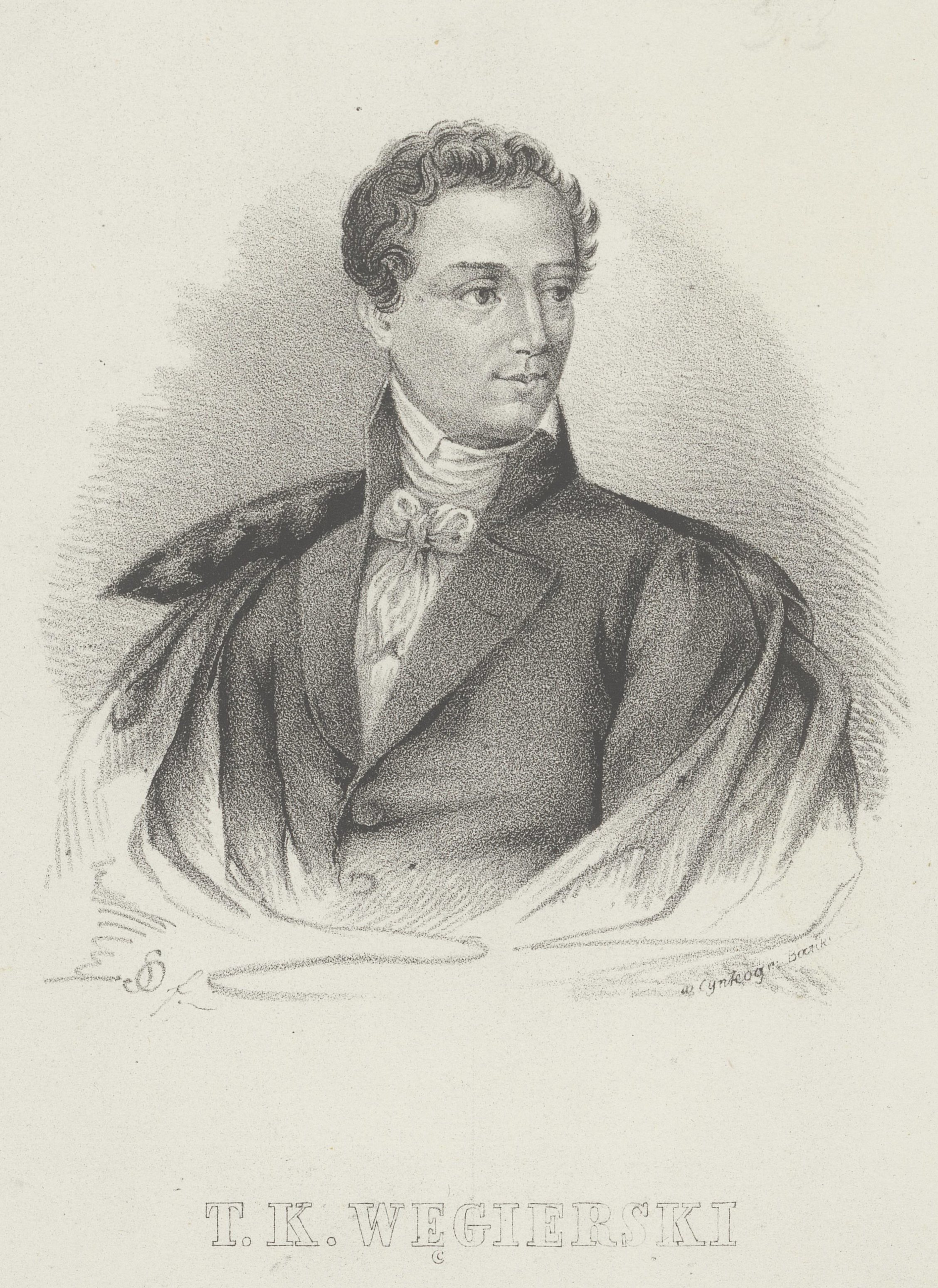
Tomasz Kajetan Węgierski na litografii Seweryna Oleszczyńskiego (połowa XIX w.)

Tomasz Kajetan Węgierski, kryptonimy i pseudonimy: K. W.; K.W. S. K.; Vitalgo Eginense (ur. w 1755 w Grabowcu na Podlasiu, zm. 11 kwietnia 1787 w Marsylii) – polski poeta epoki oświecenia, szlachcic, badacz i podróżnik, tłumacz, satyryk i wolnomularz.

## Życiorys
Tomasz Kajetan Węgierski herbu Wieniawa ochrzczony został 10 października 1755 roku we wsi Grabowiec, położonej niedaleko Bielska Podlaskiego, jako jedyny syn szlachcica, prowentowego starosty korytnickiego Tomasza Węgierskiego, pochodzącego spod Kalisza, i Anieli z Paprockich. Od około 1764 roku uczył się w prowadzonym przez pijarów warszawskim Collegium Nobilium. Tam właśnie poznawał poetykę dzięki Adamowi Naruszewiczowi. W 1770 roku zaprezentował swoją twórczość na pokazie szkolnym. W 1771 powrócił na Podlasie. W tym okresie odwiedzał białostocki dwór Izabelli Branickiej, gdzie jego stryj Andrzej pełnił funkcję koniuszego (w grudniu 1772 pozował Augustynowi Mirysowi do portretu). Dwa lata później powrócił do Warszawy, gdzie podjął (prawdopodobnie) pracę w jednym ze stołecznych urzędów. Wiosną 1775 roku otrzymał posadę kancelisty w Departamencie Sprawiedliwości Rady Nieustającej, a wkrótce potem nadano mu tytuł szambelana JKMci. W tym okresie bywał zapraszany na królewskie obiady czwartkowe, pisywał teksty dla „Zabaw Przyjemnych i Pożytecznych”. Wówczas to zaprzyjaźnił się z: S. Trembeckim, M. Czarnkiem, K. Ustrzyckim, P. Dufourem, a jednocześnie utrzymywał bliskie kontakty z rodem Potockich.
Jego kariera zachwiała się w listopadzie 1776 roku, gdy mając 21 lat opublikował anonimowo paszkwil pt „Portrety pięciu Elżbiet”, opisujący niekorzystnie hetmanową Izabellę Branicką (siostrę króla), Izabelę Czartoryską, marszałkową Izabelę Lubomirską, Elżbietę Potocką oraz Elżbietę Sapieżynę. Szybko ustalono, że autorem jest Tomasz Węgierski. Wpływowe kobiety czuły się obrażone, a samo dzieło zostało spalone publiczne na rynku przez kata.
W grudniu 1777 stracił posadę w Departamencie Sprawiedliwości, poparcie możnych przyjaciół, a wkrótce potem skazano go na grzywnę i 7-dniowy areszt w wieży górnej marszałkowskiej. Bezpośrednią przyczyną tych zdarzeń było opublikowanie memoriału skierowanego przeciwko łamaniu prawa w osobie kasztelana podlaskiego Józefa Wilczewskiego. Kasztelan ten pół roku wcześniej dokonał zajazdu na dwór Werstok przekazanego przez sąd grodzki ojcu Węgierskiego za niespłacony dług kasztelana, w trakcie którego zamordowano dwie osoby. Po odbyciu kary Tomasz Kajetan przez jakiś czas przebywał na dworze Aleksandry Ogińskiej w Siedlcach, gdzie wystawiono „Pigmaliona” Rousseau w jego przekładzie i w Radzyniu Podlaskim, w majątku starosty urzędowskiego Kajetana Potockiego. W 1779 wraz z Potockim wyruszył w podróż po Europie odwiedzając kolejno: Spa, Akwizgran, Frankfurt nad Menem, Kolonię, Moguncję, by w październiku dotrzeć do Włoch. 13 listopada przebywał w Weronie, a następnie pojawiał się w kolejnych miastach: Vicenza, Padwa, Wenecja, Ferrara, Rzym (gdzie 7 kwietnia 1780 został członkiem Arkadii), powtórnie Wenecja, Florencja, Neapol i Turyn (gdzie przebywał jeszcze 23 marca 1781).
Od 1777 był członkiem polskiej loży wolnomularskiej Parfait Silence.
W 1783 roku przez Martynikę wyjechał do Stanów Zjednoczonych, gdzie poznał m.in. Tadeusza Kościuszkę i Jerzego Waszyngtona. Napisał pierwszy polski opis USA. W 1784 roku wrócił do Europy i przebywał głównie w Wielkiej Brytanii. Zarabiał na życie grą w karty. Planując z poparciem króla Stanisława Augusta powrót do Polski, zmarł w Marsylii w wieku zaledwie 31 lat.
Za pozostawiony przez niego spadek w wysokości 10 tys. funtów szterlingów jego matka Aniela Węgierska kupiła miasto Wysokie Mazowiecki z gruntami wielkości ponad 5 tys. hektarów i znajdującymi się na nich wsiami.

## Twórczość
Wokół postaci Węgierskiego panowała atmosfera skandalu i sensacji, ponieważ poeta w ten sposób zjadliwy i gwałtowny atakował wady i niesprawiedliwości swojego wieku oraz wysoko postawione na dworze osoby, nie wyłączając króla. Cała jego twórczość zamyka się w latach siedemdziesiątych. Niektóre utwory ukazywały się na łamach Zabaw Przyjemnych i Pożytecznych, jednak większość pozostała w rękopisach. Uczył się w Collegium Nobilium. Był kancelistą w Departamencie Sprawiedliwości Rady Nieustającej, utracił posadę po opublikowaniu jednego ze swoich utworów satyrycznych i w 1779 musiał opuścić kraj. Dużo podróżował – po Europie (Francja, Włochy, Anglia), Stanach Zjednoczonych (gdzie przybył w 1783 r.) i Ameryce Środkowej – bez specjalnego celu, dla zaspokojenia ciekawości świata. 25 czerwca 1783 dotarł na Martynikę. Pozostawił bardzo ciekawą relację świadczącą o jego żywym zainteresowaniu miejscową ludnością i zwiedzanymi terenami. Niekiedy utrzymywał się z... gry w karty.
Charakteryzowała go postawa libertyńsko-epikurejska. Prowadził walkę przeciwko obskurantyzmowi sarmackiemu, był antyklerykałem. Pisał listy poetyckie, satyry, wiersze okolicznościowe, bajki, epigramaty, a nawet poemat heroikomiczny („Organy”- wzorowany na „Pulpicie” Boileau). Krytykował ówczesnych dostojników, kler i „modne damy”, co było źródłem jego kłopotów. Był zwolennikiem Woltera. Jako jeden z pierwszych polskich oświeconych wyrażał wprost swój ateizm (np. w wierszu „Na ścianie La Grande-Chartreuse”). Opublikował przekłady listów poetyckich Woltera, Listów perskich Monteskiusza, Pigmaliona Rousseau, Belizariusza Marmontela.

### Ważniejsze utwory
1. Mowa do Jego Królewskiej Mci miana w Collegium Nobilium S.J. od J.P. ... starościca korytnickiego, „Wiadomości Warszawskie” 1770 dodatek i osobno; wyd. następne: Mowy wyborne t. 2, Wilno 1784, s. 208–213; zobacz Wydania zbiorowe poz. 4
2. Do JMci księdza Adama Naruszewicza S.J. o małym ludzi uczonych poważaniu. Oda... starościca korytnickiego, „Zabawy Przyjemne i Pożyteczne” 1772 (1773) t. 7, cz. 1, s. 149–155; wyd. następne: zobacz Wydania zbiorowe poz. 1-4
3. Bajki, parę ogł. „Zabawy Przyjemne i Pożyteczne” (Kozłowie, 1774 t. 10, cz. 1, s. 108–112; Róża i lilia, 1777 t. 16, cz. 1, s. 178–179; Dwa strumyki – z C.J. Dorata jak wyżej s. 190–191); pełny zbiór 12 bajek ogł. T. Mostowski, zobacz Wydania zbiorowe poz. 1, kilka spośród ogł. tu bajek znajduje się w zbiorach autografów i rękopisów A. Miera (Kraska i sroka, Młody ptaszek i kraska, Myszka młoda i kot stary, Dwa wróble – z C.J. Dorata); wyd. następne zbioru: zobacz Wydania zbiorowe poz. 2-4; tekst bajki Lasek z przypisami wyjaśniającymi aluzje tekstu z rękopisu Ossolineum sygn. 3335/I ogł. ponadto M. Klimowicz: T.K. Węgierskiego bajka Lasek, „Ze skarbca kultury” 1955 zeszyt 1 i odb.; kilka bajek przedr. J. Kott w: Poezja polskiego Oświecenia. Antologia, Warszawa 1954; wyd. 2 Warszawa 1956; przekł. rosyjski (1963)
4. Listy poetyckie. Cztery listy: List do człeka łączącego smak z umiejętnością (z Voltaire’a); List o równości losu ludzkiego (do S. Trembeckiego; z Woltera); List o potwarzy. Do *** (z Woltera); List do wierszopisów – wyd. w zbiorku (brak karty tytułowej, Warszawa około roku 1776), poszczególne listy były także osobno broszurowane i sprzedawane; „Edycję nową” zbiorku poszerzono o 2 nowe utwory (które także zamierzano sprzedawać osobno) – wyd. Warszawa 1776 (przed 3 sierpnia; wyd. nieznane, inform. „Gazeta Warszawa” 1776 nr 3 i 62 „Suplement” i katalogi księgarskie); inne listy, np.: Do księdza Węgierskiego; Do Bielińskiego. Myśl moja; Do Ogińskiego hetmana w. litew.; Do Jędrzeja Zamoyskiego; Moja exkuza (do ks. Gracjana Piotrowskiego); Do Ignacego Potockiego; Do S. Trembeckiego (Ty, co niezwiędłym liściem...); Do Józefa (w rękopisach pt. Do JMci pana starosty garwolińskiego, inc.: Zacny Bieliński, niechaj się nikt u mnie...); O pożytku niemienia (do Nakwaskiego) – ogł. T. Mostowski, zobacz Wydania zbiorowe poz. 1
5. Portrety pięciu Elżbiet bezstronnym pędzlem malowane i w dzień ich imienin darowane od przyjaznego osobom ich sługi (powst. przed 19 listopada1776, wyd. prawdopodobnie 1782) – paszkwil na otoczenie króla Stanisława Augusta; pięć 6-wierszowych epigramatów satyrycznych na: E. Branicką, E. Czartoryską, E. Lubomirską, E. Potocką i E. Sapieżynę
6. Organy (powst. 1775-1777 przed 22 stycznia, poemat heroikomiczny w 6 pieśniach, wyd. T. Weichardt, Kraków 1784); wyd. następne: „pirackie” pt. Ksiądz pleban diecezji X. B. W., Braniewo (Supraśl) 1788; zobacz Wydania zbiorowe poz. 1-4; wyd. krytyczne oprac. J.W. Gomulicki, Warszawa 1956; fragmenty przedr. J. Kott w: Poezja polskiego Oświecenia jak wyżej poz. 3; liczne odpisy m.in. w rękopisach: Archiwum Główne Akt Dawnych (Archiwum Wilanowskie sygn. 246); Biblioteka Jagiellońska sygn. 6899 II (z roku 1777), 2830 (z roku 1785); Biblioteka Kórnicka sygn. 520; Biblioteka Narodowa sygn. 5399, 5403 (BOZ sygn. 1013); Lw. Państw. Nauk. Biblioteka (Zbiory Baworowskich sygn. 935/II); dedykowany I. Krasickiemu: wzorowane na Le Lutrin N. Boileau’a i La Pucelle d’Orléans Voltaire’a
7. Sen. Potok; Sen 2. Kolaska, „Zabawy Przyjemne i Pożyteczne” 1777 t. 16, cz. 1, s. 73–76; wyd. następne: zobacz Wydania zbiorowe poz. 1-4; Kolaskę (Sen 2.) przedr. także J. Kott, S. Lorentz jak wyżej poz. 4
8. Hilas i Celeryna. Sielanka..., „Zabawy Przyjemne i Pożyteczne” 1777 t. 16, cz. 1, s. 81–86; wyd. następne: zobacz Wydania zbiorowe poz. 1-4
9. Uwagi w sprawie Węgierskiego z Wilczewskimi (Warszawa październik 1777, memoriał), egz. unikatowy pierwodruku: Archiwum Główne Akt Dawnych (Zbiór Popielów nr 26) – zawierał krytyczne uwagi wobec wymiaru sprawiedliwości; wyszedł tylko w 30 odbitkach, które były konfiskowane i niszczone z rozkazu władzy marszałkowskiej
10. Na wjazd do Warszawy senatora w roku 1778 (inny tytuł: Na wjazd do Warszawy senatora Szydłowskiego w roku 1778), wiersz krążył tylko w rękopisach; ogł. T. Mostowski, zobacz Wydania zbiorowe poz. 1; wyd. następne: zobacz Wydania zbiorowe poz. 2-4; przedr. J. Kott, S. Lorentz w: Warszawa wieku Oświecenia jak wyżej poz. 4 (wiersz satyryczny na A.K. Czartoryskiego)
11. Kataryniada, niewydana, tekst nieznany (wiersz satyryczny na Katarzynę II)
12. Wiersze różne, powstały głównie przed rokiem 1779; poza wspomnianymi powyżej krążyły w odpisach rękopiśmiennych, ich zbiór wyd. T. Mostowski, zobacz Wydania zbiorowe poz. 1 (m.in.: Żona – sen; Jaka ma być żonka moja; Na anniwersarz Elżbiety; Obywatel prawy 1774; Złe czasy, nie ja), trafiły tam także wiersze błędnie przypisywane Węgierskiemu lub o niepewnym autorstwie; wyd. następne zobacz Wydania zbiorowe poz. 2-4, gdzie zbiór wzbogacono nowymi utworami Węgierskiego (np. pamflet Sąd czterech ministrów) i pseudo-Węgierskiego; w latach późniejszych wiersze Węgierskiego lub pseudo-Węgierskiego ogł. liczne publikacje: K. Bartoszewicz, „Księga pamiątkowa setnej rocznicy ustanowienia Konstytucji 3 Maja”, Kraków 1891, s. 226; J. Kott: Nieznane wiersze polskiego Oświecenia, „Twórczość” 1951 nr 3, s. 128–130; J. Kott: Poezja polskiego Oświecenia jak wyżej poz. 3, s. 176–179; J.W. Gomulicki: Kłopoty „ostrego piórka”. Nieznana satyra K. Węgierskiego, „Twórczość” 1955 nr 4, s. 177–178; J.W. Gomulicki: Nad klawiaturą „Organów” K. Węgierskiego. Posłowie do wyd.: Organy, Warszawa 1956, s. 67; W. Woźnowski: Nieznane wiersze Trembeckiego i Węgierskiego, „Pamiętnik Literacki” rocznik 47 (1956), zeszyt 3, s. 185–186; J.W. Gomulicki: O hardości niewieściej..., „Nowe Książki” 1957 nr 11; J.W. Gomulicki: Na ścianę La Grande-Chartreuse, „Nowe Książki” 1958 nr 6, s. 362; wiele wierszy Węgierskiego i pseudo-Węgierskiego w antologiach przedrukowali m.in.: J. Kott, A. Ważyk w: Wiersze, które lubimy jak wyżej poz. 4; J. Kott w: Poezja polskiego Oświecenia jak wyżej poz. 3; J. Kott, S. Lorentz w: Warszawa wieku Oświecenia jak wyżej poz. 4; rękopisy wierszy znajdują się w licznych odpisach rękopiśmiennych, m.in.: Biblioteka Narodowa nr akc. 5399, BOZ sygn. 1013; Biblioteka Kórnicka sygn. 520, 1619; Biblioteka Jagiellońska sygn. 888, 2830, 3760, 6899; Biblioteka PAN Kraków sygn. 613, 615, 1618; Biblioteka Uniwersytetu Warszawskiego sygn. 216; Ossolineum sygn. 451/III, 567/II, 692/I, 763/I, 930/II, 1087 (we Lwowie); Państwowe Centralne Archiwum Historyczne w Kijowie sygn. 228, 2, 14; Biblioteka Uniwersytetu Wileńskiego sygn. 438; przekł.: angielski (1827), czeski (1850), rosyjski (1963)
13. Voyage en Italie (en 1779 et 1780). Lettres du feu... écrites pendant son séjour en Italie, rękopis: Biblioteka Jagiellońska sygn. 5634 (zdekompletowany); fragmenty ogł. M. Brahmer w: Węgierski w Wenecji, „Prace historycznoliterackie. Księga zbior. ku czci I. Chrzanowskiego”, Kraków 1936 i nadb.; przekład polski fragm.: z rękopisu Biblioteki Jagiellońskiej ogł. L. Siemieński w: Podróże i pamiętniki T.K. Węgierskiego, „Biblioteka Warszawska” 1850 t. 4; także „Czas. Dodatek Miesięczny” 1850 nr 14; przedr. w: Wieczornice, powiastki, charaktery, życiorysy i podróże zebrane przez... t. 1, Wilno 1854, s. 130–133
14. Lettres écrites en forme de journal à une amie à Paris pendant le voyage à la Martinique en 1783 (skrócony tytuł polski: Podróż do Martyniki), rękopis: Biblioteka Jagiellońska sygn. 5634, ogł. S. Kossowski w: Z życia K. Węgierskiego. Pamiętniki i listy, „Przewodnik Naukowy i Literacki” rocznik 36 (1908), zeszyt 1-5; przekł. polski: S. Kossowski: Listy do przyjaciółki w Paryżu pisane w formie dziennika podczas podróży do Martyniki w r. 1783 jak wyżej (obok tekstu oryginalnego); fragmenty cyt. L. Siemieński jak wyżej poz. 13, s. 135–136
15. Voyage dans l’Amérique Septentrionale (en 1783). Journal d’un voyage fait sur la rivière du Nord jusqu'à Saratoga et de là jusqu’au lac George et Champlain – retour à Boston par Connecticut (skrócony tytuł polski: Podróż do Ameryki Północnej), rękopisy: Biblioteka Jagiellońska sygn. 5634 (zdekompletowany), Archiwum Chreptowiczów nr 49 (zaginiony); tekst skompilowany z obu ww. rękopisów ogł. S. Kossowski jak wyżej poz. 14, zeszyt 5-12; przekł. polski: S. Kossowski: Podróż do Ameryki Północnej. Dziennik podróży odbytej po rzece Północnej do Saratogi, a stamtąd do jeziora Jerzego i Champlain – powrót do Bostonu przez Connecticut jak wyżej (obok tekstu oryginalnego); fragm. z rękopisu Biblioteki Jagiellońskiej cyt. L. Siemieński jak wyżej poz. 13, s. 134–136, 143, 147, 149–157; przekł. angielski (1932)
16. Ułamki dziennika z lat 1785–1787, rękopis: Biblioteka Jagiellońska sygn. 5634; tekst francuski ogł. S. Kossowski jak wyżej poz. 14, zeszyt 12; przekł. polski: S. Kossowski: Szczątek dziennika z r. 1785; Dziennik z dni ostatnich jak wyżej (obok tekstu oryginalnego); fragmenty cyt. L. Siemieński jak wyżej poz. 13, s. 160–161
17. Ostatni wtorek (wiersz)
18. Inny napis (wiersz).

Węgierski pisał także wiersze francuskie i angielskie – teksty te pozostały jednak nieznane.

### Przekłady
1. Porównanie Karola V cesarza z Franciszkiem I królem francuskim. K.W.S. K. (z francuskiego), „Zabawy Przyjemne i Pożyteczne” 1771 t. 4, cz. 1, s. 8–14, także edycja 2 z roku 1793; wyd. następne zobacz Wydania zbiorowe poz. 4
2. J.F. Marmontel: Powieści moralne p. ... z francuskiego na język polski wyłożone przez... t. 1-3, tłum. 1774-1775, wyd. Warszawa 1776 (t. 1 przed 10 stycznia) – 1777 (1778; t. 2 przed 11 czerwca 1777; t. 3 przed 4 lipca 1778); wyd. następne Warszawa 1805 (dedykowane A.K. Czartoryskiemu)
3. J.J. Rousseau: Pigmalion. Scena liryczna... wierszem przełożona przez..., wyst. Warszawa 23 listopada 1777, wyd. Warszawa (1777); wyd. następne: Kraków 1799; zobacz Wydania zbiorowe poz. 1; Kraków 1823; zobacz Wydania zbiorowe poz. 2-4; rękopis: Biblioteka Jagiellońska sygn. 3760 (dedykowane Stanisławowi Augustowi)
4. Ch. Montesquieu: Listy perskie p. de... przetłumaczone z francuskiego, Drezno (Warszawa) 1778; część 2 pt. Kontynuacja listów perskich..., Drezno (Warszawa) 1778; wyd. następne: t. 1-2, Drezno (Warszawa) 1785 (... przetłumaczone z francuskiego przez...); Drezno (Warszawa) 1804; wyd. 1 nie podaje nazwiska tłumacza
5. J. Racine: Andromacha. Akt 3, inform. F. K. Dmochowski, „Nowy Pamiętnik Warszawski” t. 8 (1802), s. 102–103 i W. Zawadzki we wstępie do: Celniejsze tragedie Rasyna. Przekładania Wincentego Kopystyńskiego, Lwów 1859.

### Wydania zbiorowe
1. Wiersze różne (wyd. T. Mostowski w): Pisma rozmaite współczesnych wierszem i prozą t. 2, Warszawa 1803 „Wybór pisarzów polskich”; zawartość: (T. Mostowski): Wiadomość o Węgierskim i pismach jego; Pigmalion; Organy; Bajki; Sielanka Hilas i Celeryna; Oda do Adama Naruszewicza; Do Stanisława Trembeckiego (S. Trembecki: Do A. Naruszewicza); Listy i wiersze różne; porównaj Ważniejsze utwory poz. 3-4, 12
2. Poezje. Wydanie nowe, z popiersiem autora[9], wyd. J.N. Bobrowicz, Lipsk 1837 „Biblioteka Kieszonkowa Klasyków Polskich” nr 29; zawartość: O*** (A.E. Odyniec): Krótka wiadomość o życiu T.K. Węgierskiego; Wiersz różne (Bajki, Sielanka..., Oda do A. Naruszewicza, Do S. Trembeckiego – jak wyżej poz. 1); Listy i wiersze różne; Pigmalion; Organy
3. Poezje. Nakładem J. Breslauera, Warszawa 1871 (na karcie tytułowej; na okładce natomiast: 1872) „Biblioteka Klasyków Polskich” Oddz. 3; wyd. następne (tytułowe): Poezje, Warszawa 1909 (K. Fiszler); zawartość: jak wyżej poz. 2 (przedr.)
4. Pisma wierszem i prozą (wyd. K. Estreicher), Lwów 1882 „Biblioteka Klasyków Polskich” nr 6; wyd. następne (tytułowe): Lwów 1888 (na okładce tytułowej: Pisma; bez wstępu K. Estreichera i z wydrukowanym na nowo, uaktualnionym spisem rzeczy); zawartość: K. Estreicher: T.K. Węgierski (1755-1787); Dodatek do biografii; adresowane do Węgierskiego wiersze S. Trembeckiego i A. Naruszewicza; F. Zabłocki: Odjazd z Warszawy literata; Przestroga przyjacielska do ks. Łuskiny; Portrety trybunału 1780 zaczętego; Zebranie prac – Ody i listy; Bajki; Wiersze rozmaite; Organy; Pigmalion; Pisma prozą; porównaj Ważniejsze utwory poz. 4, 12.

W latach późniejszych wiersze Węgierskiego rozchodziły się, m.in. w rękopiśmiennych „wydaniach” zbiorowych, porównaj informacje zawarte przy poz. 12 Ważniejszych utworów.

### Listy i materiały
1. Dokumenty procesowe Węgierskich z Wilczewskimi z roku 1777, m.in.: list T.K. Węgierskiego do Stanisława Augusta; drukowane manifesty jak np.: Najjaśniejszy Królu Panie Nasz Miłościwy, Prześwietna Rado Nieustająca... (dat. 24 marca 1777) brak miejsca wydania – skarga rodziców poety; zobacz Ważniejsze utwory poz. 9; rękopis: Archiwum Główne Akt Dawnych (Zbiór Popielów nr 26, k. 333-352)
2. Do P.F. Potockiego 2 listy (w jęz. francuskim) z Siedlec 25 lipca 1778 i z Londynu 10 kwietnia 1784; rękopis: Archiwum Główne Akt Dawnych (Archiwum Roskie, Korespondencje, XLIII/66, k. 2–7); ogł. W. Konończuk (w jęz. francuskim i przekł. polskim), „Pamiętnik Literacki” 2017, zeszyt 3
3. Do I. Potockiego 13 listów (w jęz. francuskim) pisanych od 11 grudnia 1779 z Wenecji do 27 lipca 1781 z Paryża; rękopis: Archiwum Główne Akt Dawnych (Archiwum Wilanowskie sygn. 279 a, obecnie sygn. 446); fragm. listu z Paryża 8 maja 1781 ogł. w przekł. polskim J.W. Gomulicki, „Nowe Książki” 1958 nr 6, s. 362; list z Paryża 2 czerwca 1782 z odpisu byłego Ossolineum sygn. 1848 (obecnie we Lwowie) ogł. (w jęz. francuskim) L. Bernacki, „Pamiętnik Literacki” rocznik 25 (1928), s. 608
4. Do J. Dickinsona 2 listy – z Filadelfii 7 września 1783 i z Bostonu 3 grudnia 1783; ogł. S. Kossowski (w jęz. francuskim i przekł. polskim), „Przewodnik Naukowy i Literacki” rocznik 36 (1908), zeszyt 12 (z rękopisu: Kilka listów K. Węgierskiego przełożonych z angielskiego przez Jana Węgierskiego)
5. Do G. Washingtona z Princeton 18 października 1783, ogł. S. Kossowski (w jęz. francuskim i przekł. polskim) jak wyżej; z roku 1785; ogł. F. N. Golański: Listy, memoriały i supliki z uwagami stosownymi, Wilno 1788, s. 39–44
6. Do hr. Boufflers z Cork 7 lutego 1784, ogł. S. Kossowski (w jęz. francuskim i przekł. polskim) jak wyżej poz. 3
7. Do Stanisława Augusta z 16 marca 1784 (w jęz. francuskim), rękopis: Archiwum Główne Akt Dawnych (Zbiór Popielów nr 181, k. 383-385), faksymile fragmentów ogł. J.W. Gomulicki w wyd.: Organy, Warszawa 1956; streszcz. listu z Londynu z 8 czerwca 1784, ogł. S. Kossowski (w jęz. francuskim i przekł. polskim) jak wyżej poz. 3; 2 listy – z Londynu 20 lipca 1784 i z Paryża 31 stycznia 1786, ogł. L. Bernacki (w jęz. francuskim) jak wyżej poz. 2, s. 609
8. Do F. Bukatego 6 listów – z Bath: 16, 19 i 23 grudnia 1784; z Amsterdamu 1 lipca 1785; z Brukseli 17 lipca 1785; z Aix-en-Provence z początku stycznia roku 1787; autografy (w jęz. angielskim): Archiwum Główne Akt Dawnych (Zbiór Muzeum Narodowego sygn. 79, ze zbiorów Łohojskich); 2 listy – z Bath 19 grudnia i z Aix-en-Provence, ogł. S. Kossowski (w jęz. francuskim i przekł. polskim) jak wyżej poz. 3
9. Do dra Turtona z Bath 22 grudnia (1784), ogł. S. Kossowski (w jęz. francuskim i przekł. polskim) jak wyżej poz. 3
10. Do S. Sz. Potockiego z końca roku 1784 lub początku roku 1785, rękopis: Państwowe Centralne Archiwum Historyczne w Kijowie sygn. 49, 1, 441, k. 1; odpis w Bibliotece Raczyńskich sygn. 1330 (Teki Erzepkiego)
11. Do S. Rogalińskiego z Londynu 8 kwietnia 1785, ogł. S. Kossowski (w jęz. francuskim i przekł. polskim) jak wyżej poz. 3; fragmenty przedr. J. Kott, R. Kaleta w: S. Trembecki: Listy t. 2, Wrocław 1954
12. Do pani Tudor w Bostonie z Londynu z roku 1785, ogł. S. Kossowski (w jęz. francuskim i przekł. polskim) jak wyżej poz. 3
13. dwa listy bez daty – do księcia Walii i miss Mathew, ogł. S. Kossowski (w jęz. francuskim i przekł. polskim) jak wyżej poz. 3
14. Do Aleksandry..., fragm. z rękopisu Biblioteki Jagiellońskiej sygn. 5634 ogł. (w przekł. polskim) L. Siemieński, „Biblioteka Warszawska” 1850 t. 4, s. 484–486; także „Czas. Dodatek Miesięczny” 1850 nr 14; przedr. w: Wieczornice, powiastki, charaktery, życiorysy i podróże zebrane przez... t. 1, Wilno 1854, s. 137–141; całość (w jęz. polskim i francuskim) pt. Lettre de Julie, ogł. S. Kossowski jak wyżej poz. 3, zeszyt 4-5
15. Testament dat. z Marsylii 27 lutego 1787, przekł. polski ogł. L. Siemieński, „Biblioteka Warszawska” 1851 t. 2, s. 382–383; przedr. K.W. Wójcicki w: Archiwum domowe, Warszawa 1856; odpis i inne materiały związane z realizacją testamentu posiada Archiwum Główne Akt Dawnych (Zbiór Muzeum Narodowego Warszawa sygn. 79)
16. Akt zejścia. Z ksiąg parafialnych w Marsylii ogł. F. Verany, „Le Soleil du Midi” około roku 1898; w przekł. polskim przedr. „Wędrowiec” 1898 nr 28, s. 552
17. List F. Bukatego do Stanisława Augusta w sprawie Węgierskiego, z Londynu 20 lipca 1784; rękopis: Archiwum Główne Akt Dawnych (Archiwum Królestwa Polskiego sygn. 80 lub 81, k. 187)
18. Pismo angielskiego biura rejentalnego do poselstwa polskiego w Londynie w sprawie spadku po Węgierskim, rękopis: Archiwum Główne Akt Dawnych (Zbiór Muzeum Narodowego sygn. 79 – Moere)
19. Katalog licytacyjny z roku 1787 księgozbioru Węgierskiego, egz. unikatowy w British Muzeum; inform. J.W. Gomulicki („Biuletyn Polonijny” 1958 zeszyt 3, s. 46).

Bardziej szczegółową bibliografię twórczości Węgierskiego podaje K. Estreicher w: T.K. Węgierski (1755-1787), „Kłosy i kwiaty. Książka zbior.”, Kraków 1869, odb. i wyd. następne.

## Wybrane opracowania dot. twórczości Węgierskiego
1. (T. Weichardt?): Władysław Laskonogi, r. 1206. Dziejów narodu polskiego ułomek historyczny, Warszawa 1790
2. T. Mostowski: Wiadomość o Węgierskim i pismach jego. (wstęp do) T.K. Węgierski: Wiersze różne w: Pisma rozmaite współczesnych wierszem i prozą t. 2, Warszawa 1803 „Wybór Pisarzów Polskich”
3. K. Brodziński: Rozprawa o satyrze, wygł. 25 listopada 1822, wyd. Warszawa 1823 i wyd. następne, m.in. w: Pisma estetyczno-krytyczne t. 1, Wrocław 1964
4. J. Bowring: Specimens of the Polish Poets with Notes and Observations on the Literature of Poland, Londyn 1827
5. K. Tańska (Hoffmanowa) – Obiad czwartkowy. Opis wyjęty z nieznanych pamiętników, „Rozrywki dla Dzieci” 1828 i wyd. następne; m.in. w: Listy Elżbiety Rzeczyckiej, oprac. I. Kotowa, Kraków (1927) „Biblioteka Narodowa” seria I, nr 99
6. O*** (A.E. Odyniec): Krótka wiadomość o życiu T.K. Węgierskiego. (wstęp do) T.K. Węgierski: Poezje, Lipsk 1837 „Biblioteka Kieszonkowa Klasyków Polskich” nr 29; przedr. w: Poezje, Warszawa 1871 „Biblioteka Klasyków Polskich” oddz. 3
7. T.K. Węgierski, „Przyjaciel Ludu” 1837 nr 37
8. W. Wilkoszewski: Rys historyczno-chronologiczny Towarzystwa Wolnego Mularstwa w Polsce, wyd. z rękopisu T. Święcicki, Londyn 1968, s. 32
9. L. Siemieński: Podróże i pamiętniki T.K. Węgierskiego, „Biblioteka Warszawska” 1850 t. 4, także „Czas. Dodatek Literacki” 1850 nr 14; przedr. w: Wieczornice, powiastki, charaktery, życiorysy i podróże zebrane przez... t. 1, Wilno 1854, s. 112–162
10. K.W. Wójcicki: Życiorysy znakomitych ludzi t. 2, Warszawa 1851.